# ISCライセンス
ISCライセンス (英: ISC license、ISCL) は、Internet Systems Consortium (ISC) が策定したパーミッシブ・ライセンスである。2条項BSDライセンスと機能上同等であるが、ベルヌ条約によって不要となる文言が取り除かれている。

## 歴史
ISCライセンスは1995年にInternet Systems Consortiumが開発するBIND・digのためのライセンスとして策定された。
2007年、フリーソフトウェア財団（FSF）は自由ソフトウェアライセンスとしての承認に際し、ライセンス条文の明確化を求めた。ポール・ヴィクシーはBINDのメーリングリストで、ISCライセンスは電子メールソフトウェアPineの配布を許可しないというワシントン大学の判断とそれに類似する論争を回避するために、ライセンス条文の配布条件を「and distribute」から「and/or distribute」に変更した。ただし、テオ・デ・ラートは、カリフォルニア大学バークレー校で最初に使用されていたソースコードの公開・非公開を問わず再配布を認めるライセンスの利用を選択した。両方のライセンス条文についてフリーソフトウェア財団は自由ソフトウェアライセンスとしての承認判断を行い、両ライセンス共に承認されている。

## 採用事例
BIND バージョン9.11.0以前、ISC DHCP バージョン4.4.0以前、Kea バージョン1.0.0のソフトウェアで採用されている。2003年6月よりOpenBSDのライセンスに採用され、他のプロジェクトへと波及している。BSD関係以外ではnpmパッケージのデフォルトライセンスに採用されている。商業分野ではQualcomm Atherosの無線ドライバのライセンスに採用されている。